# Kleomenes (Böotarch)
Kleomenes war im Jahre 368 v. Chr. einer der Böotarchen.
Als Pelopidas von Alexander von Pherai in Thessalien gefangen genommen wurde, wählte man Kleomenes und den Böotarch Hypatos als Heerführer der Thebaner, um Pelopidas zu befreien. Alexander lockte sie jedoch bei den Thermopylen in eine Falle. Nun gaben die Heerführer freiwillig den Oberbefehl an den kriegserfahrenen Epaminondas, der sich in ihren Reihen befand, ab. Alexander fürchtete gegen Epaminondas nicht bestehen zu können und gab Pelopidas frei.